# Cezarzama
Cezarzama (auch: Cezarsama) ist eine Ortschaft im Departamento Cochabamba im südamerikanischen Anden-Staat Bolivien.

## Lage im Nahraum
Cezarzama ist der zweitgrößte Ort des Municipio Chimoré in der Provinz Carrasco. Die Ortschaft liegt auf einer Höhe von 243 m am rechten Ufer des Río Icerzama, vier Kilometer vor seiner Mündung in den Río Chimoré, einem Nebenfluss des Río Ichilo.

## Geographie
Cezarzama liegt im bolivianischen Tiefland am nordöstlichen Rand der Anden-Gebirgskette der Cordillera Oriental.
Die mittlere Durchschnittstemperatur der Region liegt bei 27 °C (siehe Klimadiagramm Villa Tunari) und schwankt nur unwesentlich zwischen 23 °C im Juni und Juli und knapp 29 °C von November bis Februar. Das Klima ist ganzjährig humid, der Jahresniederschlag beträgt etwa 2.300 mm. Das Niederschlagsmaximum liegt in den Sommermonaten Dezember und Januar mit über 300 mm, weniger feucht sind die Wintermonate von Juni bis September mit jeweils 60 bis 100 mm Niederschlag.

## Verkehrsnetz
Südwestlich von Cezarzama in einer Entfernung von 201 Straßenkilometern liegt Cochabamba, die Hauptstadt des Departamentos.
Durch Cezarzama führt die 1657 Kilometer lange Nationalstraße Ruta 4, die ganz im Westen an der chilenischen Grenze bei Tambo Quemado beginnt und quer über den Altiplano und über Cochabamba nach Villa Tunari am Fuß der Kordillere führt. Von Villa Tunari sind es 22 Kilometer bis in die Nachbarstadt Shinahota und noch einmal zehn Kilometer bis Chimoré. Die Ruta 4 führt dann über Cezarzama und Mariposas weiter bis zur Tiefland-Metropole Santa Cruz und endet schließlich im südöstlichen Teil des Landes an der Grenze zu Brasilien bei der Stadt Puerto Quijarro.

## Bevölkerung
Die Einwohnerzahl der Stadt ist im vergangenen Jahrzehnt auf mehr als das Doppelte angestiegen:
| Jahr | Einwohner         | Quelle       |
| ---- | ----------------- | ------------ |
| 1992 | keine Detaildaten | Volkszählung |
| 2001 | 517               | Volkszählung |
| 2012 | 1161              | Volkszählung |
| 2024 |                   | Volkszählung |

Die Region weist einen hohen Anteil an Quechua-Bevölkerung auf, im Municipio Chimoré sprechen 70,4 Prozent der Bevölkerung Quechua.